# Sulibor
Sulibor – staropolskie imię męskie, złożone z dwóch członów: Suli- ("obiecywać" albo "lepszy, możniejszy") i -bor ("walczyć, zmagać się"). Może oznaczać "obiecujący walkę" albo "ten, który lepiej walczy".
Sulibor imieniny obchodzi 3 października i 17 listopada.